# Joseph-Émile Dubreuil
Pour les articles homonymes, voir Dubreuil.
Joseph-Émile Dubreuil (15 décembre 1894 à Montréal - 29 septembre 1959 à Montréal) est un homme politique québécois. Il a été le député libéral de Montréal—Jeanne-Mance de 1939 à 1948.